# Björn Gustafson
For skuespilleren og komikeren født 1986, se Björn Gustafsson.
Björn Gustafson (født Björn Herman Leonard Gustafsson 30. november 1934 i Bromma, Stockholm) er en svensk skuespiller, nok mest kendt som den venlige karl Alfred i tre film om Emil fra Lønneberg fra 1971-1973 og den klodsede Dynamit-Harry i filmserien om Jönssonligan.
Udover det har han også spillet den sympatiske, men kriminelle studieleder Jan Bertilsson i Dubbelstötarna (1980), Dubbelsvindlarn (1982), Studierektorns sista strid (1986), Socialisten Bert Hersby i tv-serien Sjukan, samt været den svenske fortæller til børne-tv-serien om Alfons Åberg.

## Udvalgt filmografi

### Film
- 1969: Mig og dig – Björn
- 1971: Emil fra Lønneberg – Alfred
- 1972: Nye løjer med Emil fra Lønneberg – Alfred
- 1973: Emil og grisebassen – Alfred
- 1973: Robin Hood – Broder Tuck, stemme
- 1979: Du er skrupskør Madicken! – Einar Berglund
- 1980: Madicken på Junibakken – Einar Berglund
- 1981: Pelle Haleløs – Bull, stemme
- 1982: Jönssonligan & Dynamit-Harry – Dynamit-Harry
- 1984: Jönssonligan får guldfeber – Dynamit-Harry
- 1985: Pelle Haleløs i Amerikat – Bull, stemme
- 1986: Jönssonligan dyker upp igen – Dynamit-Harry
- 1989: Jönssonligan på Mallorca – Dynamit-Harry
- 1992: Jönssonligan & den svarta diamanten – Dynamit-Harry
- 1995: Jönssonligans största kupp – Dynamit-Harry
- 2000: Jönssonligan spelar högt – Dynamit-Harry

### Tv-serier
- 1973: Den hvide sten – Bror Emilsson (2 afsnit)
- 1979-94: Alfons Åberg – Fortæller (16 afsnit)
- 1980: Dubbelstötarna – Jan Bertilsson (miniserie, 6 afsnit)
- 1982: Dubbelsvindlarn – Jan Bertilsson (miniserie, 3 afsnit)
- 1986: Studierektorns sista strid – Jan Bertilsson (miniserie, 3 afsnit)
- 1995-97: Sjukan – Bert Hersby (1. & 2. sæson, 18 afsnit)